# Baldringe kyrka
Baldringe kyrka är en kyrkobyggnad i Baldringe socken. Den tillhör Ystad-Sövestads församling, tidigare Baldringe församling, i Lunds stift.

## Kyrkobyggnaden
Baldringe kyrka uppfördes i slutet av 1100-talet eller i början av 1200-talet i romansk stil. Långhuset är bredare och högre än koret i öster. Absiden är halvrund. När kyrkan byggdes om under 1880-talet, försvann de senmedeltida valven med målningar. Tornet tillkom vid denna ombyggnad.

## Inventarier
Dopfunten i gotländsk kalksten är från 1200-talet, medan predikstolen och altaruppsatsen är från 1600-talet. Triumfkrucifixet är från 1200- eller 1300-talet.

### Orgel
- År 1911 byggde Olof Hammarberg, Göteborg en orgel med 6 stämmor.
- Den nuvarande orgeln byggdes 1981 av A. Mårtenssons Orgelfabrik AB, Lund och är en mekanisk orgel.

| Manual            | Pedal      | Koppel  |
| Trägedackt 8'     | Subbas 16´ | Man/Ped |
| Rörflöjt 4'       |            |         |
| Principal 2'      |            |         |
| Nasat 1 1/3'      |            |         |
| Crescendosvällare |            |         |

## Baldringestenen
En vikingatida runsten, Baldringestenen, är rest 13 meter väster om kyrkans västra gavel. På stenen står det "Torgils (Truls) satte dessa minnesmärken efter sin fader Tomme den spåkunnige, Fröds son, en mycket duglig tägn."